# 勝呂美和子
勝呂 美和子（すぐろ みわこ、1981年8月8日 - ）は、日本の女性声優、ナレーター。神奈川県出身。81プロデュース所属。

## 略歴
2007年4月、81プロデュースに所属。

## 人物
趣味・特技は歌、バスケットボール。

## 出演

### テレビアニメ
- Over Drive（2007年、観客）
- きらりん☆レボリューション（2007年、麻央 他）
- ぷるるんっ!しずくちゃん（2007年、女の子）
- 全力ウサギ（2008年、先輩、従業員、祭り客、スナックのママ）
- PandoraHearts（2009年、貴婦人A）
- 刀語（2010年、巴暁）
- バクマン。（2010年、おばさん）

### ゲーム
- 幻想水滸伝ティアクライス（2008年、チェイン、チハヤ、ヌムヌ）
- D.C.I.F. 〜ダ・カーポ〜 イノセントフィナーレ（2009年、白河千鶴）

### 吹き替え

#### 映画
- パイレーツ・オブ・カリビアン/生命の泉（法廷の女3）
- パイレーツ・ロック（マーガレット）

#### ドラマ
- グッド・ワイフ（ジョーン）
- ケネディ家の人びと
- ザ・パシフィック（看護師、バーの夫人）

#### アニメ
- 最強武将伝 三国演義（妃1）

### ウェブコミック
- VOMIC 青空エール（2009年、岩瀬）

### オーディオブック
- 剣と魔法の税金対策（2022年、朗読[5]）
- 路地裏に怪物はもういない（2022年、朗読[6]）

### ナレーション

#### テレビ
- エール アスリートに送るメッセージ
- S -最後の警官- 奪還 RECOVERY OF OUR FUTURE公開直前SP!
- NHKプレマッププレミアムよるドラマ「今夜は心だけ抱いて」
- おはよう&よふかしゴーちゃん。映画「少年H」
- 500年の森と生きる 吉野発！呼吸する森との約束
- 人体くん
- 世界のハッピーを探して 若者たちのフォトコンテスト
- 第38回俳優祭
- 旅猫ロマン
- 釣りビジョン（副音声）
- テレビでドイツ語
- 東北にラグビーワールドカップがやってくる!
- 特報首都圏 疾走!!キッチンカー 〜若者たちのランチ革命〜
- 土曜ニュースまるわかり!
- 逃げない!プロゴルファー有村智恵の覚悟
- にっぽんの芸能 和と和
- 美の王国モロッコ紀行2 神秘のバラを訪ねて
- マジックで世界を目指せ〜マジシャン高重翔の挑戦〜
- まるわかり!日曜 ニュース深掘り
- ミュージック・ポートレイト
- 未来へのエスコート〜いつかこの舞台へ〜
- メディアがひらく、子どもたちの未来〜日本賞2014から〜
- しあわせ気分のフランス語

#### CM
- Oggi
- CanCam
- 小学館 イーコラボ
- ドラゼミ、プチドラゼミ
- LINE TOWN マイタッチ

#### VP
- NTTドコモ CSR研修VTR
- オートバックスセブン お客様対応映像
- ジブラルタ生命保険 社内研修VTR
- 大建工業 ダイライト制震システム説明VTR
- 三菱東京UFJ 社内研修VTR

#### web
- 静岡県袋井市PR動画
- バーチャサイズ
- フマキラー店頭用VTR
- ベネッセ ワールドワイドキッズ
- LINE Pay
- 和歌山県みなべ・田辺の梅システム紹介VTR

#### その他
- 東京書籍 情報社会のモラル&リテラシー
- TOYTOYおもちゃランド
- 日本コロムビア「赤ちゃんとおはなし大好きはなあに?」
- HITACH IHジャー炊飯器
- 不思議の国のアイドリング!!
- ユーキャン 介護福祉士教材DVD
- LION はみがき啓蒙映像

### ボイスオーバー
- 買いテキ!通販ツウ
- コズミックフロント☆NEXT
- 世界遺産への招待状
- 世界ふれあい街歩き
- ニュースウオッチ9
- ハートネットTV
- 138億年の超絶景!宇宙遺産100

### テレビドラマ
- はちみつキッチン（声の出演）

### その他
- 浅草もんじゃ焼.com「ももんがもんじゃをいただきますよ」（小次郎）